# Xylosma palawanense
Xylosma palawanense là một loài thực vật thuộc họ Salicaceae. Đây là loài đặc hữu của Philippines.